# Birmingham Bulls
Birmingham Bulls (español: Toros de Birmingham) es un equipo de fútbol americano de Birmingham, Midlands Occidentales (Reino Unido). 
Compite en la División 1 de la BAFACL (Ligas Comunitarias de la BAFA). 

## Historia
El equipo, fundado en 1983, es el más antiguo en activo del Reino Unido. Ganaron el BritBowl de 1995, y participaron en los de 1994, 1999 y 2000.